# Network-attached storage
Network-attached storage (NAS) je računalni poslužitelj ili sustav za pohranu podataka na razini datoteka (za razliku od pohrane na razini blokova poput SAN sustava) povezan s klasičnom računalnom mrežom Ethernet TCP/IP. On omogućuje pristup podacima heterogenoj skupini klijenata, na razini datoteka. Izraz "NAS" može se odnositi i na tehnologiju i uključene sustave ili na specijalizirani uređaj napravljen za takvu funkcionalnost (NAS uređaj je često jedinstvena jedinica odnosno uređaj).
NAS uređaj optimiziran je za posluživanje datoteka na svom hardveru, implementiran posebnim softverom ili konfiguracijom. Često se proizvodi kao računalni uređaj – namjenski specijalizirano računalo. NAS sustavi izvedeni kao specijalizirani uređaji su umreženi uređaji koji sadrže jedan ili više pogona (diskova) za pohranu, često raspoređenih u logičke, redundantne spremnike za pohranu odnosno RAID polja.
Mrežna pohrana u sustav NAS omogućuje pristup datotekama pomoću mrežnih protokola za dijeljenje datoteka kao što su:
- NFS
- SMB/CIFS
- AFP